# Szajch Abd ar-Rahman
Szajch Abd ar-Rahman (arab. شيخ عبد الرحمن) – wieś w Syrii, w muhafazie Aleppo, w dystrykcie Afrin. W 2004 roku liczyła 247 mieszkańców.